# Red Lips (Sky Ferreira)
Red Lips è un singolo della cantautrice statunitense Sky Ferreira, primo estratto dall'EP Ghost e pubblicato nel luglio 2012.

## Antefatti e composizione
Dato che l'album in studio di debutto è stato spesso rimandato durante gli anni 2010, Sky Ferreira ha pubblicato nel frattempo l'EP Ghost il 2 ottobre 2012 e Red Lips figura come una delle cinque tracce presenti nel lavoro; un'anteprima della canzone era stata pubblicata su YouTube agli esordi del febbraio dello stesso anno. È stata poi utilizzata dalla serie televisiva Gossip Girl, durante la messa in onda del settimo episodio della sesta stagione Save the Last Chance.
Il brano è stato scritto e prodotto da Greg Kurstin, mentre il restante processo di scrittura è stato affidato alla frontwoman dei Garbage Shirley Manson. Ferreira aveva collaborato in precedenza con Kurstin per la traccia demo Femme Fatale, invece era entrata in contatto con la Manson attraverso il suo profilo Myspace su cui stava caricando la prima musica. Dopo averla ascoltata, nacque la preoccupazione che la casa discografica della cantante volesse promuoverla come era successo in precedenza per l'artista Britney Spears: a tal proposito, Manson ha deciso di offrire a Ferreira il brano dopo aver attuato dei ritocchi nei testi per rimuovere le parole tipiche del gergo britannico. Red Lips incorpora stili musicali tipici del pop rock, segnando una pronunciata virata rispetto agli elementi electropop esplorati nelle tracce precedenti. Include inoltre sonorità appartenenti alla musica grunge, resa popolare dagli anni Novanta. Inoltre, è evidente anche l'impiego della chitarra in primo piano, che Michael Cragg da The Guardian segnala come «una transizione musicale per la Ferreira», paragonando la canzone ai lavori della band Yeah Yeah Yeahs.

## Video musicale
Un video musicale per Red Lips è stato diretto da Terry Richardson, il quale, scelto per la sua spiccata creatività, ha trovato un accordo con la direzione creativa per quanto riguarda la sua proposta. Il prodotto finale è stato pubblicato attraverso il canale YouTube di Richardson il 12 giugno  e successivamente sul canale Vevo della Ferreira il 13 luglio.
La clip vede Sky, vestita con della biancheria intima, applicarsi il rossetto su tutto il viso, mentre divide la scena con la sua co-star, il ragno «Toby il Tarantula», il quale striscia attraverso il suo corpo. Ha inoltre dichiarato che il suo abbigliamento era destinato ad integrare la natura semplicistica del video musicale, piuttosto che un tentativo di creare del sex appeal.
I critici hanno direzionato i loro commenti nei confronti del video musicale verso un profilo pubblico sempre più osé da parte di Ferreira, passando da un'immagine più innocente che aveva usato per lanciare la sua carriera. Uno scrittore da MuuMuse ha fornito comunque una recensione abbastanza favorevole, comparandolo con le immagini di Criminal di Fiona Apple e affermando che «Sky Ferreira rappresenta un personaggio particolarmente fresco». Becky Bain da Idolator ha invece dichiarato che l'aspetto di Toby il Tarantula era «in qualche modo fuoriluogo rispetto a Sky». Michael Cragg di The Guardian ha ritenuto che il lavoro di Ferreira con il controverso Richardson ha presentato un «cambiamento radicale dalla principessa del pop che si sentiva di esser manipolata», e ha commentato che la raffigurazione del ragno è stata «non per i deboli di cuore».

## Tracce
Download digitale
1. Red Lips – 2:21 (Shirley Manson, Greg Kurstin)